# José Patricio Guggiari
José Patricio Guggiari (ur. 17 marca 1884 w Asunción, zm. 30 października 1957 w Buenos Aires) – paragwajski adwokat i polityk, prezydent kraju.
W 1920 został ministrem spraw wewnętrznych, a w 1928 z ramienia Partii Liberalnej – prezydentem Paragwaju. Gdy w październiku 1931 straż Pałacu prezydenckiego zabiła ośmiu studentów, otwierając ogień do tłumu domagającego się od rządu śmielszej inicjatywy wojskowej w trakcie walki z Boliwią, Guggiari dobrowolnie oddał się pod sąd parlamentu. Gdy uzyskał uniewinnienie, ponownie objął urząd, piastując go do 1932.